# André Lurton

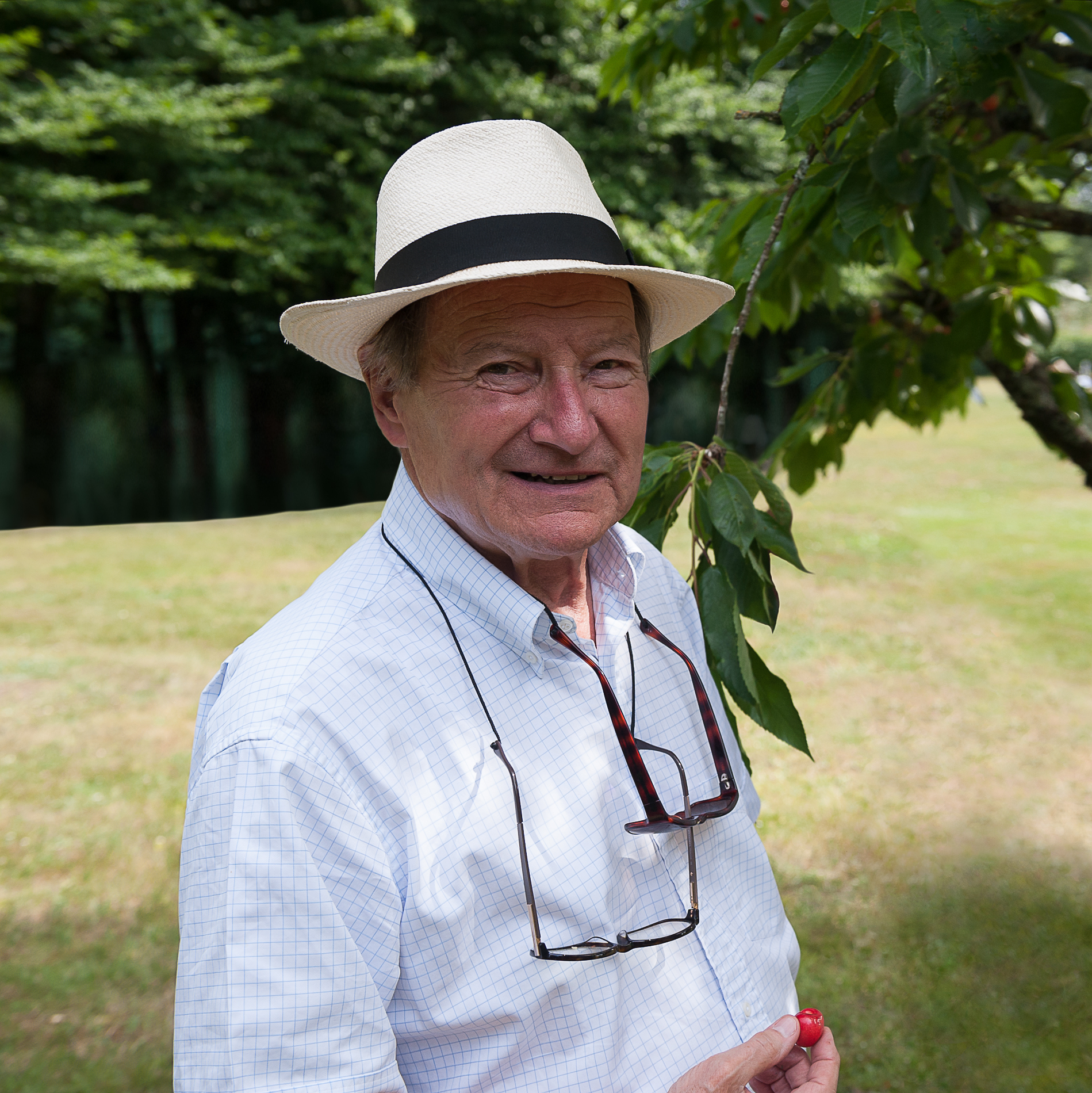
André Lurton, 2011

André Lurton (* 4. Oktober 1924 in Grézillac, Frankreich; † 16. Mai 2019 ebenda) war ein französischer Winzer und Initiator der AOC Pessac-Léognan, Bordeaux.
André Lurton wurde auf Château Bonnet in Grézillac geboren, nachdem sein Großvater Léonce Récapet 1897 dieses Schloss gekauft hatte. Als seine Mutter Denise Récapet 1934 starb, wurde André zum Halbwaisen. Sein Großvater Léonce sorgte weiterhin für die Weingüter bis auch er 1943 starb. Lurton setzte die Familientradition als Weinbauer fort, anfänglich mit Weinen aus der Region um das Schloss Bonnet (225 Hektar, teilweise unter der Appellation Entre deux mers), welche auch heute noch unter diesem Namen geschätzt werden. Die Familie erwarb im Laufe der Zeit weitere Weingüter, so 1965 das Château La Louvière, einen Grand Cru aus der Region Graves und das Château Couhins-Lurton einen weiteren Grand Cru Classé.
Lurton gelang es 1987, durch Neugruppierung von Gewächsen aus dem großen Weinbaugebiet Graves eine neue Appellation d’Origine Contrôlée (AOC) als Subregion unter dem Namen Pessac-Léognan südlich der Stadt Bordeaux bewilligt zu bekommen. Das Château Couhins-Lurton der Familie Lurton gehört seither zu dieser AOC, welche alle 16 klassierten „Cru Classés de Graves“ umfasst.

## Mitgliedschaften
- Bürgermeister der Gemeinde Grézillac während 45 Jahren
- Präsident des Conseil interprofessionnel des vins de Bordeaux (CIVB) von 1966 bis 1986.[3]
- Präsident des Syndicat Viticole des Hautes Graves et Bordeaux von 1974 bis 1980
- Präsident des Syndicat Viticole de Pessac et Léognan von 1980 bis 1987